# Notoperata syncope
Notoperata syncope là một loài Trichoptera trong họ Leptoceridae. Chúng phân bố ở miền Australasia.